# 北鉄能登バス
北鉄能登バス株式会社（ほくてつのとバス）は、石川県七尾市に本社を置く北陸鉄道グループのバス事業者である。

## 概要
戦前、個人事業者が多く設立されていた石川県内で戦時統合の機運が高まり、1942年（昭和17年）に県内の私鉄事業者が統合されて北陸鉄道が設立された。翌1943年（昭和18年）には、バス事業者が統合されて能登半島では国鉄バスを除く事業者が北陸鉄道に一元化された。
戦後は復興とともに観光開発にも力を入れて、金沢を結ぶ急行バスの運行や定期観光バスの運行、レストハウスの開設など、地域交通だけでなく、能登半島の観光振興にも寄与した。
しかし、自家用車の普及はバス利用者の減少を招き、不採算となったバス路線の維持を困難にさせた。業務効率化の一環として、1991年（平成3年）に七尾営業所を本社に七尾バスを分社して設立した。ついで1993年（平成5年）に、富来営業所を本社に能登西部バスを分社して設立した。2008年（平成20年）グループ会社の再編を行い、七尾バスと能登西部バスが統合、七尾市（旧七尾バス）を本社として、北鉄能登バスが設立、営業を開始した。
七尾市および輪島市、羽咋市、中能登町、志賀町、宝達志水町、かほく市、津幡町などで路線バス、特急バスおよび観光バスを運営している。また一部路線は、富山県境をまたぎ氷見市まで展開し、加越能バスと乗り換えができる。
七尾駅から和倉温泉を結ぶ「和倉線」は、能登地区のバス路線で最も多い運行本数を誇る。
近年では大型総合病院への乗り入れや路線新設など、住民のニーズに応えた運用を行っている反面、乗車率の低い路線では大幅減便、区間廃止、コミュニティバス化などが進んでいる。
2025年（令和7年）4月に北鉄奥能登バスと合併し、北鉄能登バスの営業エリアは奥能登地区まで拡大した。この合併では存続会社は北鉄奥能登バスとされたが、商号・本店所在地ともに旧北鉄能登バスのものに変更された。

## 沿革
- 1991年（平成3年）11月 - 七尾市東部地区5路線を、北陸鉄道から分離・新設した七尾バスに譲渡、営業開始。
- 1993年（平成5年）3月 - 富来地区8路線を、北陸鉄道から分離・新設した能登西部バスに譲渡、営業開始。
- 2008年（平成20年）4月1日 - 七尾バスと能登西部バスを再編・統合、北鉄能登バスを設立[3]。
- 2009年（平成21年）10月1日 - 高松線、羽咋線、急行運転免許センター線を廃止。
- 2016年（平成28年）
  - 3月31日 - 羽咋駅前センターの営業を廃止。
  - 4月1日 - 羽氷北線、七尾特急線、中能登特急線を廃止。
- 2017年（平成29年）4月1日 - 門前特急線を廃止し、同急行線の富来以北を区間廃止[4]。線名も富来急行線に改称[4]。
- 2020年（令和2年）3月31日 - 富来営業所を廃止。
- 2024年（令和6年）3月15日 - 高浜急行線を廃止。
- 2025年（令和7年）4月1日 - 北鉄能登バスが北鉄奥能登バスに吸収合併された。存続会社となる北鉄奥能登バスは同日に商号を北鉄能登バスに、本店を石川県七尾市津向町ト107番地2（旧北鉄能登バスの本店所在地と同じ）に移転した[2]。

## 事業所
旧・北鉄能登バスの事業所
- 本社・七尾営業所：石川県七尾市津向町ト107-2
- 七尾駅前センター：石川県七尾市神明町ロ2-1
- 和倉温泉センター（和倉温泉バスターミナル）：石川県七尾市和倉町ワ11-6
- 羽咋営業所：石川県羽咋市兵庫町酉5
- 高浜案内所（高浜バスターミナル）：石川県羽咋郡志賀町高浜町ク50-4（旧能登高浜駅）

旧・北鉄奥能登バスの事業所
- 輪島営業所：石川県輪島市杉平町蝦夷穴70
- 輪島旅行センター（旧輪島駅）：石川県輪島市河井町20-1-131
- 穴水支所：石川県鳳珠郡穴水町字大町い55-1
- 飯田支所：石川県珠洲市野々江町ヒ1-4
- 宇出津支所：石川県鳳珠郡能登町字宇出津新港3丁目2-1

詳細は北鉄奥能登バスの当該項を参照。

## 現行路線

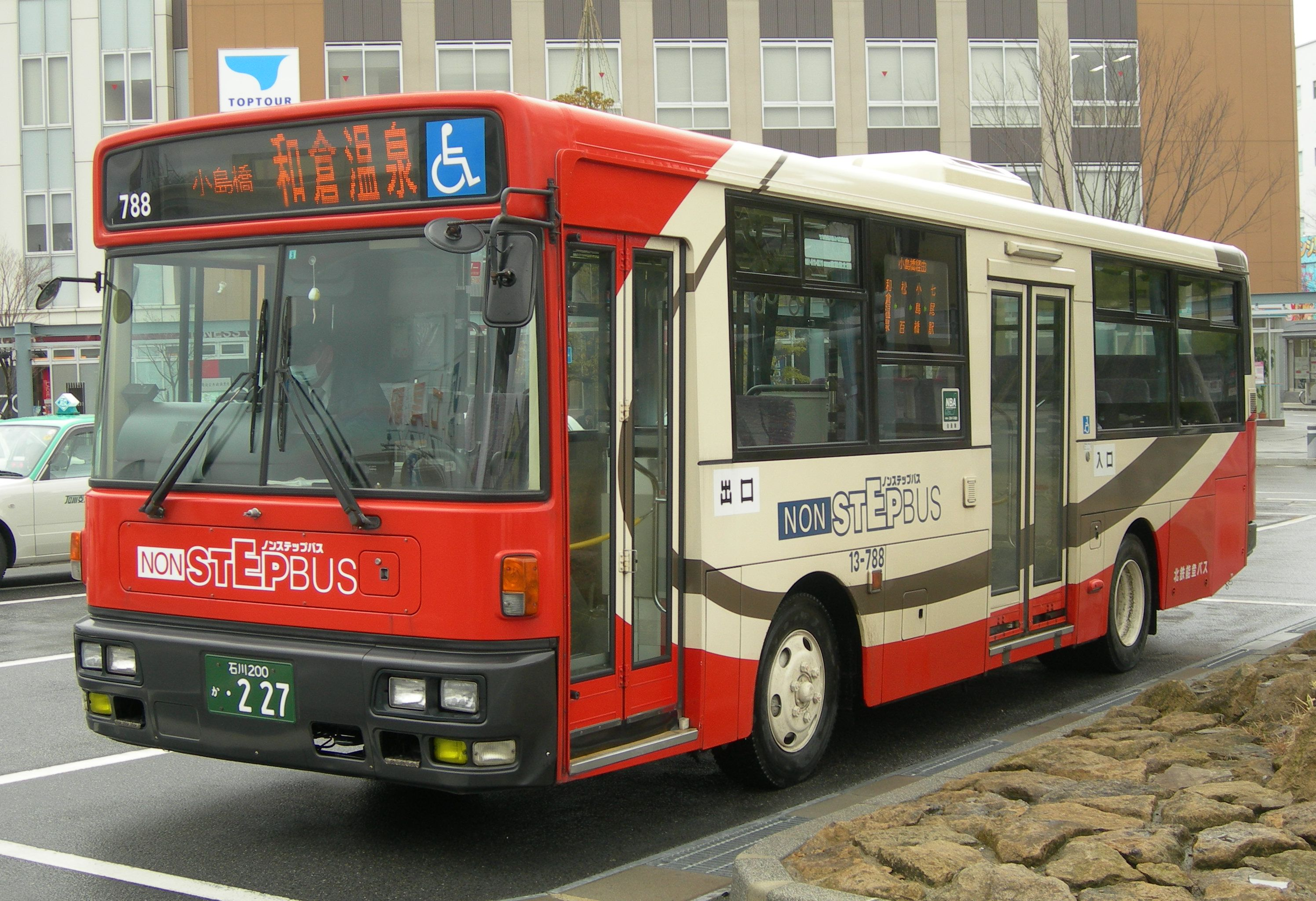
一般路線車

2025年4月時点。

### 旧：北鉄奥能登バスの運行路線
輪島特急線
のと鉄道代替バス（穴水輪島線、穴水珠洲線、穴水宇出津線、宇出津珠洲線、穴水東部線）
輪島線
穴水線
鹿島線
町野線
高校線
詳細は北鉄奥能登バスの当該項を参照。

### 旧：北鉄能登バスの運行路線

#### 富来線
- 羽咋駅前 - 高浜 - 直海 / 能登中核工業団地 - 三明 - 富来
  - 羽咋駅前 - 三明間は北陸鉄道能登線の代替バスに相当する。
  - 2023年4月1日：能登中核工業団地経由を新設[7]。

#### 後山線
- 志賀中学校 - 高浜 - 雨谷 - 後山 - 能登部駅前
  - 2017年7月3日：朝の1便が志賀中学校まで延伸される。

#### 高浜線
- 七尾中学校 - 七尾駅 - 和倉温泉駅 - 大津口 - 堀松南 - 高浜 - 志賀中学校
  - 2017年7月3日：七尾駅 - 七尾中学校間が延伸される。
  - 2017年7月3日：朝の2便が志賀中学校まで延伸される。

#### 羽七東線
- 七尾中学校 - 七尾駅 - アルプラザ鹿島 - 飯山 - 羽咋駅前
  - 読み方は「うしちひがしせん」である。

#### 崎山循環線
- 七尾駅 - 百海 - 大野木 - 上湯川 - 鹿渡島 - 七尾駅

#### 脇線

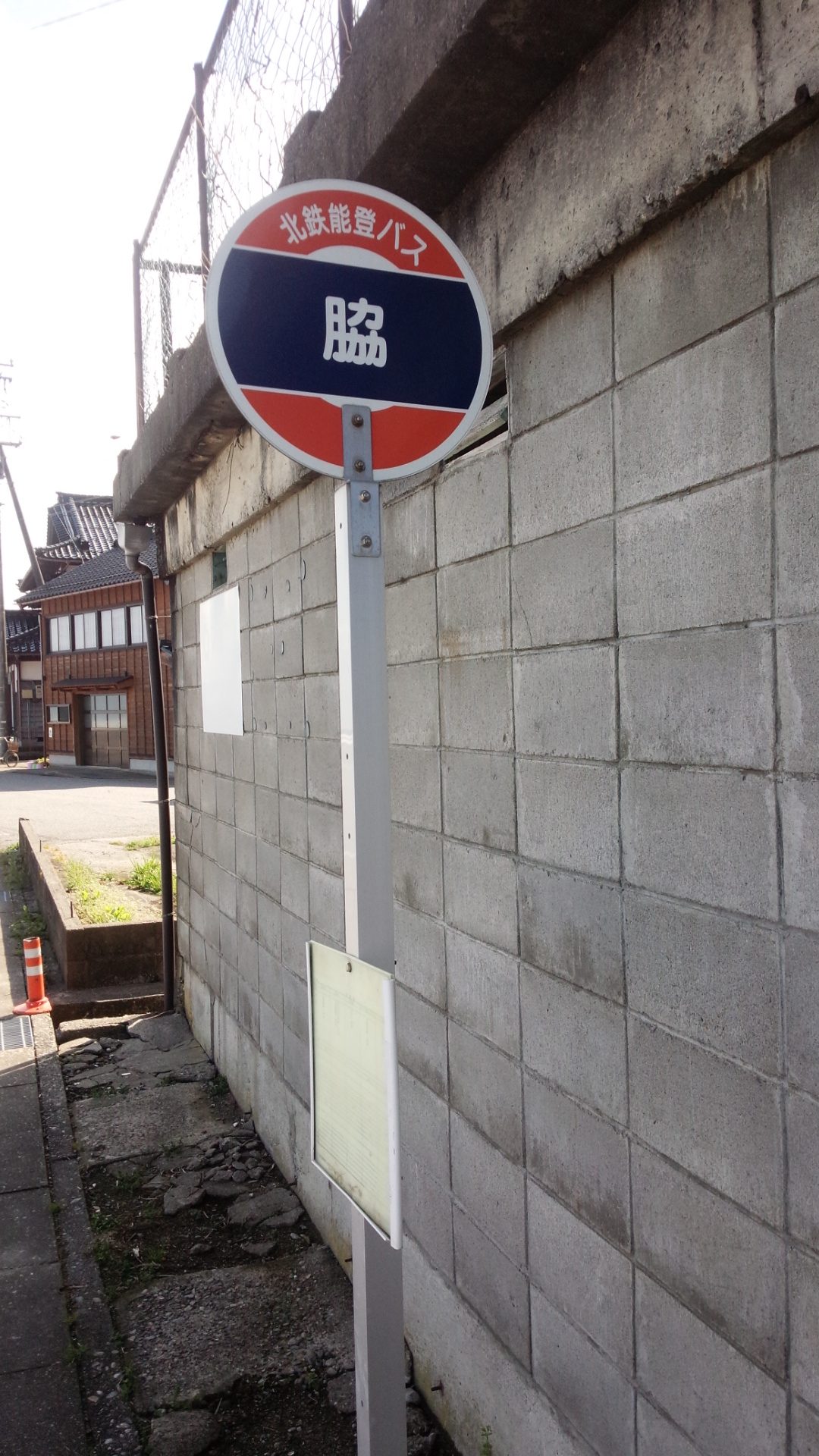
脇バス停

- 七尾駅 - 百海 - 花園口 - 脇（富山県氷見市）
  - 脇で加越能バス脇線（高岡駅前・済生会高岡病院行き、氷見市民病院行きは平日朝のみ）に連絡する。

#### 和倉線
- 七尾駅 - 小島橋／食祭市場 - 和倉温泉
- 七尾駅 - 食祭市場 - 石崎漁港（通称は石崎線）

#### 三階線
- 七尾駅 - 七尾中学校 - 白馬口 - JA高階店前 - サンビーム日和ヶ丘
  - 読み方は「みかいせん」である。
  - 2017年のダイヤ改正で七尾中学校の開校に合わせ新設[4]。

#### 満仁線
- 七尾駅 - 七尾中学校 - 白馬口 - 吉田・七原口

#### 受託路線

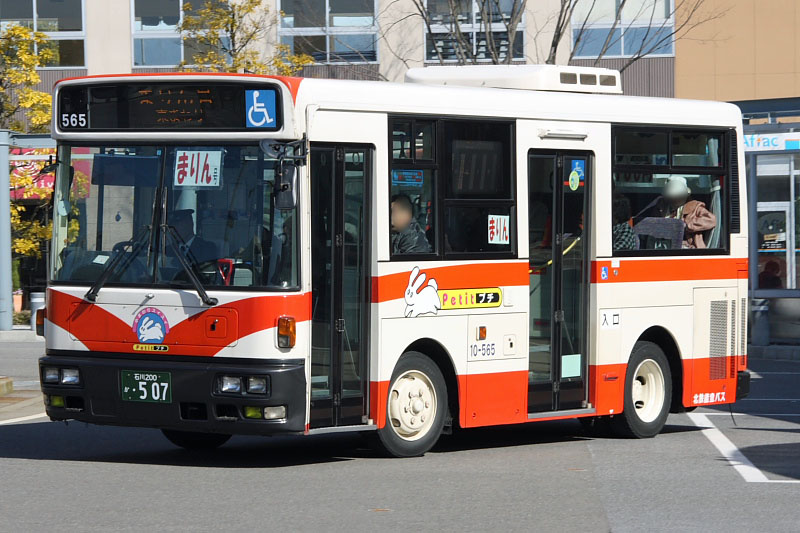
まりん号（旧車両）

- 七尾市コミュニティバス「ぐるっと7」・「まりん号」
- 中能登町コミュニティバス「おりひめバス」

## 過去のバス路線

### 特急・急行バス
- 七尾特急線：和倉温泉バスターミナル - 七尾駅前 - 二宮 - 子浦 - (のと里山海道) - 医大病院前 - 金沢駅 - 兼六園下
- 中能登特急線：和倉温泉バスターミナル - 七尾駅前 - 西三階 - 花見月 - (のと里山海道) - 医大病院前 - 金沢駅 - 兼六園下
- 門前特急線[4]：門前 - 総持寺前 - 剱地 - 大福寺 - 羽咋中央 - 金沢駅
- 急行運転免許センター線：七尾駅 - 羽咋駅前 -（旧能登有料道路）- 運転免許センター
- 高浜急行線：金沢駅西口 → 中央病院 → 医大病院 → 高松サービスエリア → 羽咋駅前 → 高浜
  - 以前は「門前急行線」として、金沢駅 - 門前間を直通運行していた。
  - 2009年5月31日：羽咋駅前経由に変更。
  - 2017年4月1日：富来 - 門前間を廃止し、名称を富来急行線に変更する[4]。
  - 2023年4月1日：高浜 - 富来間を廃止し、名称を高浜急行線に変更[7]、また片道1本のみの運行となった。
  - 2024年3月15日：路線廃止。

### 路線バス
- 高松線：津幡中央 - 本津幡駅 - 高松駅
- 羽咋線：羽咋駅 - 敷浪駅口 - 高松駅
- 羽氷北線：羽咋駅 - 太田 - 菅池
- 羽七西線[4]：七尾駅 - 白馬口 - 良川駅前 - 織姫の里
- 後畠線[4]：七尾駅 - 本府中 - 後畠住宅 - 本府中 - 七尾駅
- 百海線：七尾駅 - 太田八幡 - 大野木
- 豊川線：中島駅 - 萩谷 - 三明
  - 2012年3月31日に廃止。
- 七富線：七尾駅 ← 中島駅 - 西谷内 （七尾駅 - 中島駅間は上りのみ。西谷内 - 富来間廃止。）
  - 2018年3月31日に廃止。
- 水上線：七尾駅 - 百海 - 花園口 - 水上
  - 脇線の枝線に当たる路線だった。2018年3月31日廃止。
- 加茂循環線：能登高浜 - 雨谷 - 梨谷 - 能登高浜
  - 2020年3月31日に志賀町コミュニティバスに転換。
- 志加浦線：高浜 - 赤住 - 福浦
  - 2020年3月31日に志賀町コミュニティバスに転換。
- 万行緑ヶ丘循環線：七尾駅 - 万行 - 緑ヶ丘 - 七尾駅
- 外浦線：富来 - 酒見 - 関野 - 剱地 - 門前
  - 2021年3月31日に廃止[8]。

### 定期観光バス
- ななお号：和倉温泉バスターミナル - （花嫁のれん館・巌門・気多大社などを経由） - 金沢駅西口
  - 2021年3月31日に廃止[8]。
- おくのと号：和倉温泉バスターミナル・輪島ふらっと訪夢 - （輪島朝市・白米千枚田・道の駅すず塩田村・見附島などを経由） - のと里山空港・和倉温泉バスターミナル・和倉温泉駅
  - 2023年3月31日に廃止[7]。
- あさいち号：和倉温泉バスターミナル・輪島ふらっと訪夢 - （輪島朝市・巌門・妙成寺・千里浜なぎさドライブウェイなどを経由） - 金沢駅西口
  - 2024年1月1日の地震により休止、2025年3月15日廃止[9]。

## 車両
三菱ふそう・日野自動車・UDトラックスの3メーカーを保有している。2000年代に入り中型ノンステップバスを中心に積極的に新車を導入している。
2000年代後半は神奈川中央交通・大阪市営バス・名鉄バスなどからの移籍車も導入されていたが、2025年時点では自社発注車が大多数となっている。